# Black Hawk, Colorado
Black Hawk är en stad (city) i Gilpin County, i delstaten Colorado, USA.
Staden grundades 1859 under Guldrushen i Pike's Peak vid stranden Clear Creek. Guldrushen slutade i mitten av 1860-talet. Nathaniel P. Hill byggde det första smältverket 1868 vilket gjorde att gruvnäringen kunde överleva i staden, men i mindre omfattning. Mellan Golden och Black Hawk finns det en järnväg etablerades 1872 och förlängdes till Denver senare.
990 fick Black Hawk godkännande av delstaten att öppna casino i staden. 1991 öppnades Ameristar Hotel & Casino.
I februari 2013 ogiltigförklarade Colorado Supreme Court stadens förbud mot cykeltrafik i centrum av staden, då förbudet bröt mot delstatens trafikregler. 2010 förbjöd staden cykeltrafik, med böter på mellan $5 och $100. Företrädare för cyklisterna gick till domstol för att de tyckte att förbudet bröt mot delstatens beslut, då cykelvägar som gick genom staden nu inte gick cykla på, trots att cykelvägar är gjorda för cykling.

## Kända personer
Kända personer som födda eller bott i Black Hawk i urval: 
- Nathaniel P. Hill – Brown University kemist professor, USA Senator.
- Buffalo Bill – Under guldruschen bodde han här.

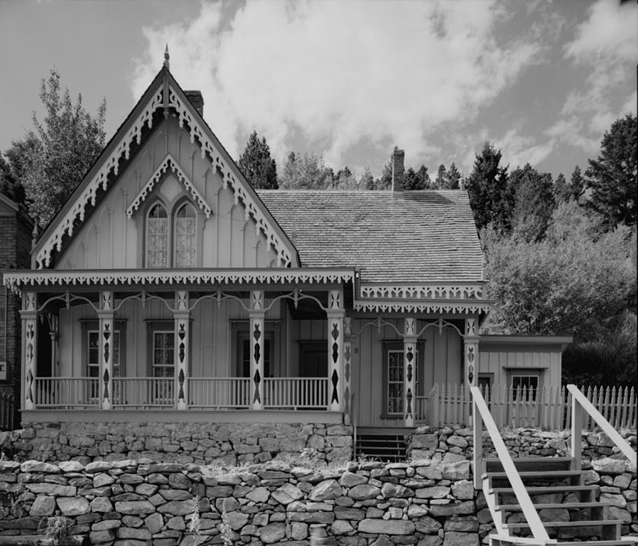
Lace House byggdes 1860 och är nu museum

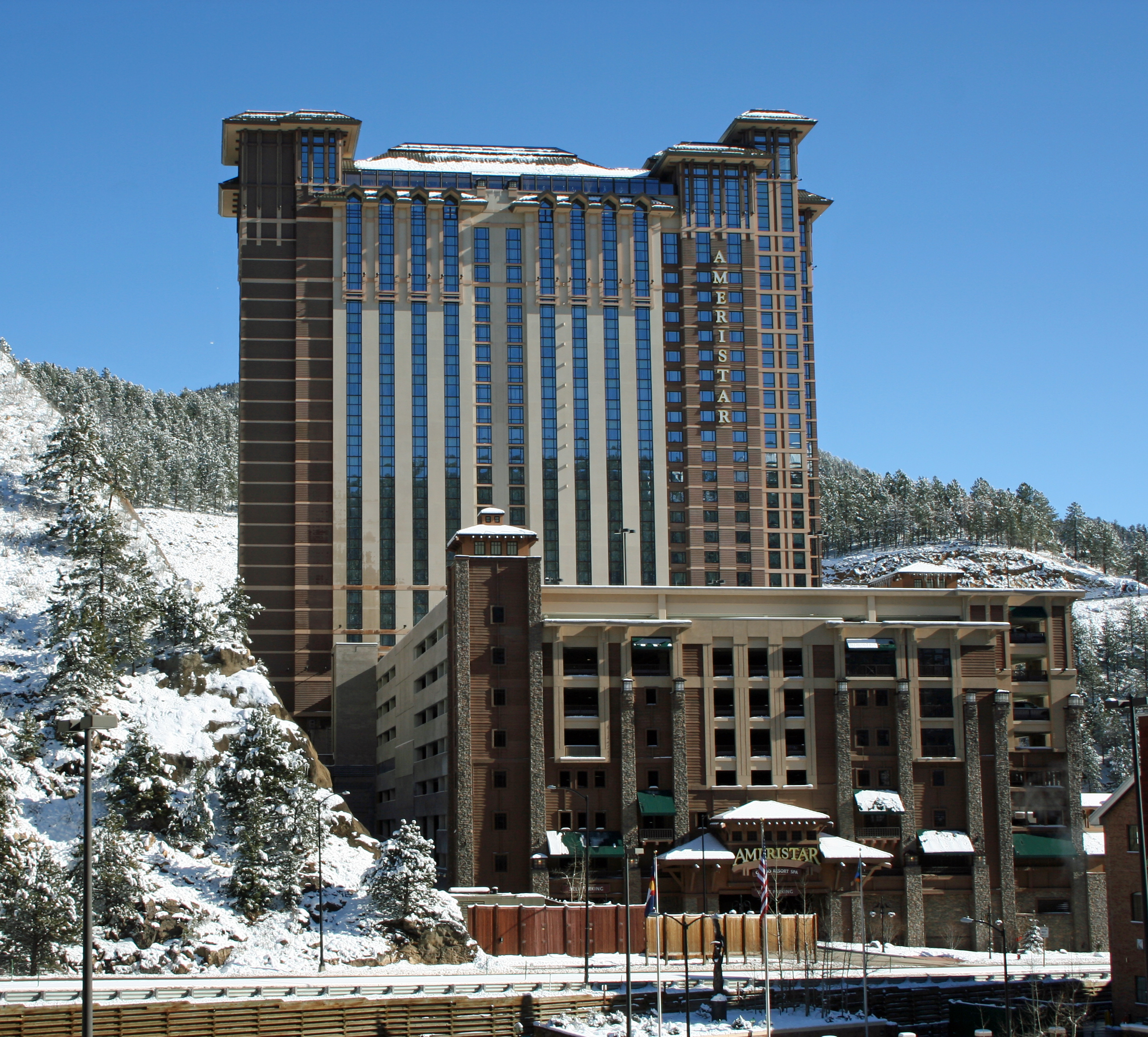
33-våningar Ameristar Hotel & Casino i Black Hawk